# Levotiroxina
La levotiroxina, L-tiroxina, T4 sintética, o 3,5,3',5'-tetrayodo-L-tironina es una forma sintética de la tiroxina (hormona tiroidea), usada como un reemplazo hormonal en pacientes con problemas de tiroides. La hormona natural se presenta químicamente bajo la forma quiral L, al igual que el agente farmacéutico. La dextrotiroxina sódica (D-tiroxina) fue brevemente investigada como un posible agente anticolesterol, pero fue retirada debido a efectos secundarios cardíacos.
La levotiroxina tiene un efecto semejante a la hormona natural de la tiroides: se transforma en T3 en los órganos periféricos y, al igual que la hormona endógena, desarrolla su acción en los receptores T3; y el organismo es incapaz de apreciar entre levotiroxina endógena y exógena.
La UE ha estandarizado recientemente el uso del nombre "levotiroxina" para la droga. Las marcas comerciales comunes incluyen en Europa a "Thyrax", "Euthyrox", "Levaxin", "Eltroxin"; en EE. UU. "Levoxyl" y "Synthroid".
Hay numerosas versiones de genéricos aprobados por los organismos nacionales, como la estadounidense FDA.

## Usos
Esta medicina es un reemplazo hormonal, usualmente recetado a pacientes con problemática de la tiroides, específicamente, hipotiroidismo. También a sujetos con bocio, o agrandamiento de la glándula tiroides.

## Farmacocinética
La levotiroxina por vía oral se absorbe exclusivamente en el duodeno, pudiendo ser superior a un 80 %. El tmáx. no supera las 8 h.
Tras la ingesta, inicia su acción a los 3-5 días. La unión de levotiroxina a las proteínas transportadoras específicas es muy elevada (aproximadamente del 99 %); y como el enlace proteína-hormona no es covalente, la hormona logra intercambiarse continua y rápidamente con la fracción de hormona libre.
Debido a la elevada unión proteica, la levotiroxina no se elimina por hemodiálisis ni por hemoperfusión.
La vida media plasmática de la levotiroxina es aproximadamente de unos 7 días. En hipertiroidismo es menor: 3-4 días; en hipotiroidismo es mayor: 9-10 días.
El volumen de distribución es de alrededor de 10-12 L. El hígado tiene 1/3 de la levotiroxina extratiroidea total, que es rápidamente intercambiable con la levotiroxina sérica. Las hormonas tiroideas se metabolizan principalmente en el hígado, riñón, cerebro y músculo. Los metabolitos se excretan por orina y por heces. El aclaramiento metabólico total de levotiroxina es de 1,2 L plasma/día.

## Administración
Se recomienda ingerir la dosis de levotiroxina por la mañana, en ayuno (cuando el estómago se encuentra vacío después de toda la noche) y, una vez ingerida, esperar 30 a 60 min antes de proceder a comer, para maximizar su absorción. Y como precaución sobre cualquier tableta que podría atascarse en garganta, es altamente recomendable que el paciente trague la tableta con un vaso de agua lleno, para facilitar su ingesta, y ayudar a disolver el comprimido.
Si se va a dar este medicamento a un niño que no sabe tragar un cuerpo extraño, aplástela y disuélvala en una o dos cucharadas de agua natural; dándosela con cuchara o con gotero de inmediato. Nunca guarde la mezcla, y solamente mezcle el comprimido triturado con agua natural. Jamás mezcle con alimentos ni con otras fórmulas infantiles (leches).
Si el paciente está medicado con antiácidos, carbonato de calcio, colestiramina (Questran), colestipol (Colestid), hierro, sulfonato de sodio de poliestireno (Kayexalate), simeticona (Phazyme, Gas X), sucralfato (Carafate), tiene que dejar 4 horas antes o después de tomar levotiroxina, para los otros medicamentos.
Si la medicación se administra de forma diaria y se produce una alteración en el ciclo o patrón de la ingesta no provocará daños severos en el paciente, salvo casos de sobredosificación del tratamiento.
Si va a cambiar de marca comercial, consúltelo con su médico y farmacéutico, pues cada marca de levotiroxina tiene una cantidad diferente entre lo señalado por el prospecto y la cifra real de medicamento activo.
No deje que otras personas tomen su medicamento. Pregúntele al farmacéutico cualquier duda que tenga sobre cómo renovar la prescripción de su medicamento.

### Olvido de la dosis prescrita
Consulte todas sus dudas con su médico.
En cuanto recuerde el olvido, ingiera la dosis olvidada. Sin embargo, si es hora o día para la siguiente, sáltese aquella que no tomó y siga con la dosificación regular. Nunca tome una dosis doble para compensar la que olvidó, sin consultar con su médico.

### Embarazo, lactancia
El tratamiento con reemplazo de hormona tiroides no se suspende en el embarazo, y en particular en la lactancia. Puede incluso ser necesario subir dosis en el embarazo. No se han descrito riesgos para el feto durante el embarazo.
En tratamiento a dosis elevada de levotiroxina, la cantidad de hormona en leche materna no es suficiente para generar hipertiroidismo o supresión de la secreción de TSH en el lactante.
En el embarazo, no debe asociarse levotiroxina con el tratamiento del hipertiroidismo (fármacos antitiroideos); y la ingesta adicional de levotiroxina puede suponer una mayor necesidad de fármaco antitiroideo.
Hay alimentos y otras sustancias que pueden interferir negativamente en la absorción del "reemplazo de hormona tiroxina". Evite tomar suplementos de calcio o hierro dentro de las 4 h de la medicación, siendo de 3 h para los productos y derivados de soja; todos pueden reducir la absorción del medicamento.

### Toxicidad
La levotiroxina puede traer efectos adversos colaterales: palpitaciones, arritmia cardíaca, transpiración, fiebre, angor, nerviosismo, irritabilidad, dolor de cabeza, rubor, temblores, dificultad de dormir, insomnio, edematización de extremidades y de tobillos, descontrol en pérdida o ganancia de peso y/o aumento de apetito, malestar estomacal, vómitos, diarrea, cambios en el ciclo menstrual, sensibilidad al calor, caída temporal de pelo, particularmente en niños en su primer mes de terapia.
Algunos pueden ser alérgicos al medicamento. Si el paciente desarrollara una severa reacción a esta droga con dificultades respiratorias, cortas aspiraciones, edema de cara y lengua, palpitaciones, pulso irregular, ES IMPERATIVO INMEDIATAMENTE dar cuenta a un servicio de emergencias pues necesita inmediata atención médica.

### Sobredosificación
Se le denomina hipertiroidismo iatrogénico secundario a una sobredosis, toma accidental o utilización sin indicación.
Los síntomas dependerán del grado de sobre dosificación.
Se evidenciara TSH suprimida o en niveles muy bajos y niveles de T3 y T4 elevados en la mayoría de los casos.
Un marcador que a veces puede ser útil en la diferenciación de hipertirodismo iatrogénico Vs el secundario por patología propia de la glándula tiroides es la medición de tiroglobulina la cual no se eleva en caso de ser iatrogénica.
El indicador más fiable es un nivel elevado de T3, más que niveles elevados de T4 o de fT4.
Según la gravedad de la sobredosificación, su médico realizara ajustes a la dosis o podrá interrumpir el tratamiento y realizar los controles bioquímicos apropiados.
Algunos síntomas como de taquicardia, temblor, ansiedad, agitación e hipercinesia se pueden mitigar con la utilización de medicamentos betabloqueantes, en especial no selectivos como propranolol. En caso de dosis extrema es útil la plasmaféresis.
No sirve la administración de medicamentos anti tiroideos como el Metimazol, en caso de hipertirodismo iatrogénico.
En caso de envenenamiento por intento de suicidio, se toleran sin complicaciones dosis de 10 mg de levotiroxina. Se ha comunicado caso de muerte súbita cardíaca en paciente con sobredosis de levotiroxina durante años.

### Interacción medicamentosa

#### Antidiabéticos
La levotiroxina puede disminuir el efecto de los fármacos hipoglucemiantes. Por ello, se controlarán frecuentemente los niveles plasmáticos de glucosa, al inicio del tratamiento con reemplazo de hormona tiroidea, y en caso necesario ajustar la dosis del antidiabético.

#### Derivados cumarínicos
El efecto de la terapia anticoagulante se puede exacerbar, pues la levotiroxina desplaza los fármacos anticoagulantes de las proteínas plasmáticas.

#### Colestiramina, colestipol
La ingestión de colestiramina inhibe la absorción de levotiroxina. Por ello, se administra la levotiroxina entre 4 y 6 h antes de administrar colestiramina. Lo mismo es para colestipol.

#### Fármacos con aluminio, hierro, carbonato de calcio
Los fármacos con aluminio (antiácidos, sucralfato) pueden reducir los efectos de la levotiroxina. Por ello, los fármacos que contienen levotiroxina se administran como mínimo 4 horas antes que el fármaco con hierro, aluminio, carbonato de calcio.

#### Salicilatos, dicumarol, furosemida, clofibrato, fenitoína
Los salicilatos, el dicumarol y la furosemida a dosis de 250 mg y más, el clofibrato, la fenitoína y otras sustancias pueden desplazar a la levotiroxina de las proteínas plasmáticas, resultando en un incremento de la fracción fT4. Debe consultar con su médico..

#### Propiltiouracilo, glucocorticoides, beta-simpaticolíticos, amiodarona y medios de contraste iodados
Estas sustancias inhiben la transformación periférica de T4 en T3. Debido a su elevado contenido en iodo la amiodarona puede provocar hipertiroidismo o hipotiroidismo. Se recomienda mucha precaución en caso de bocio nodular con autonomía posiblemente no detectada.

#### Sertralina, cloroquina/proguanil
Estas sustancias disminuyen la eficacia de levotiroxina e incrementan los niveles séricos de TSH. pero se pueden tomar con 6 h de diferencia

#### Barbitúricos
Los barbitúricos y otros fármacos con propiedades inductoras de enzimas hepáticos pueden incrementar el aclaramiento hepático de la levotiroxina.

### Conservación
No superar la temperatura de 25 °C; siempre el envase en el embalaje original; y protegido de la luz y de fuentes directas de calor.

## Contraindicaciones
- Hipersensibilidad al principio activo o a cualquiera de sus excipientes
- Insuficiencia adrenal, insuficiencia hipofisaria y tirotoxicosis no tratadas
- Infarto agudo de miocardio, miocarditis aguda y pancreatitis aguda.

## Mercado y aprobaciones

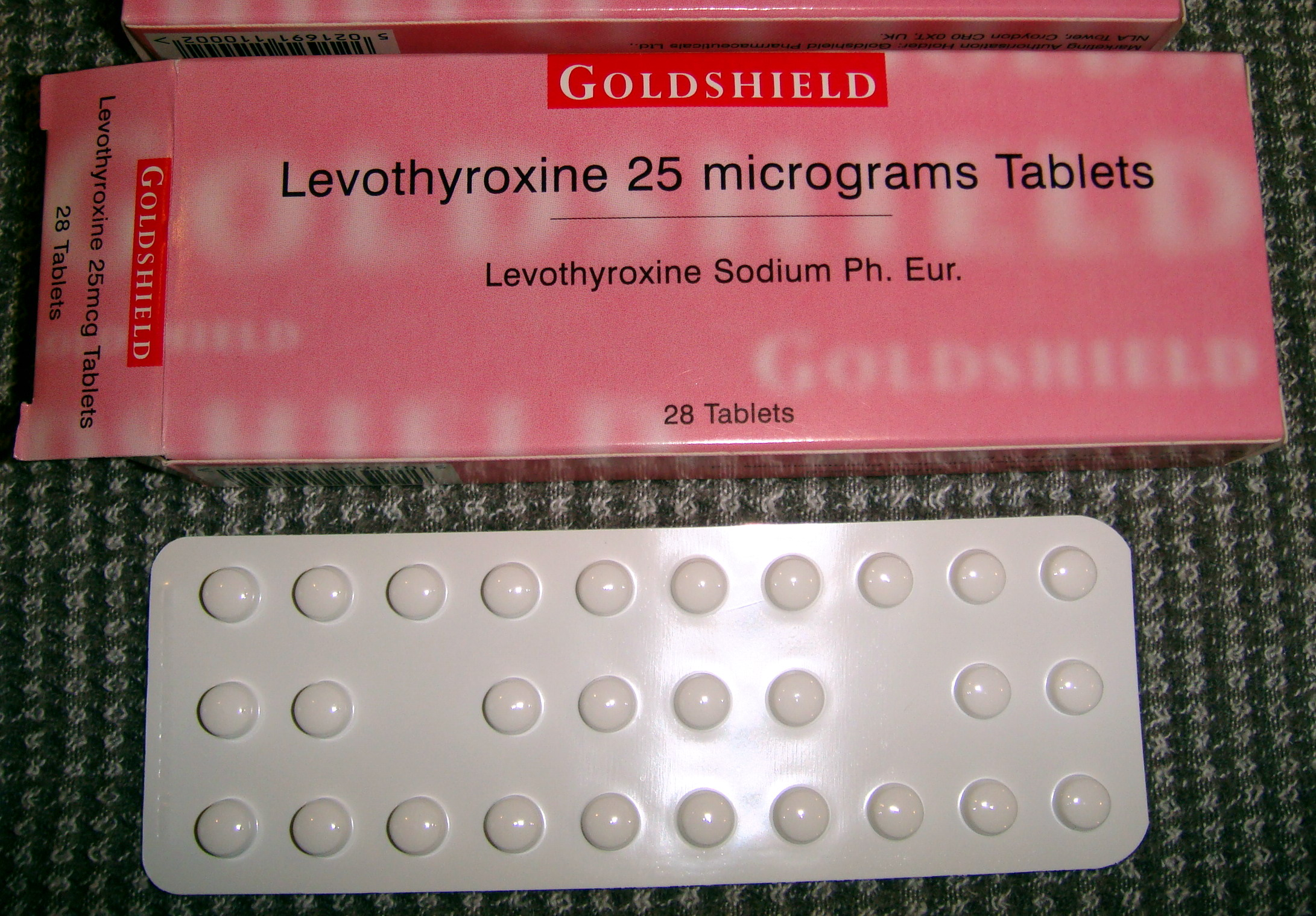
Comprimidos de levotiroxina 25 mcg.

En EE. UU. el «Synthroid» es la marca prescripta más vendida de T4; en el mercado desde 1955, pero no fue aprobada por la FDA en ese año por considerarla «sujeta a control». En los 1990s, respondiendo al debate de si «Synthroid» era más efectiva que otras levotiroxina, concluyendo que había pequeñas diferencias entre «Synthroid» y marcas genéricas todas las levotiroxina requirieron un proceso formal de aprobación de la FDA, siendo «Synthroid» el 24 de julio de 2002.

## Nombres Comerciales
SYNTHROID
EUTHYROX Merck
EUTROID Elea
LEVOTIROXINA FABRA 50 Fabra
LEVOTIROXINA GLAXOSMITHKLINE Glaxo
LEVOTIROXINA NORTHIA Northia
LEVOTIROXINA SÓDICA
LEVOTRIN Glaxo
L-T 100 Craveri
L-T 150 Craveri
L-T 50 Craveri
T4 Montpellier